# Pyrimidin
Pyrimidin je šestičlenná heterocyklická aromatická organická sloučenina podobná benzenu a pyridinu. Obsahuje dva atomy dusíku na pozicích 1 a 3 v šestičlenném kruhu. Název je odvozen od řeckého pyr  (teplo, oheň) a sloučenin skupiny amidů. Podle systematického názvosloví je také nazýván 1,3-diazin.
Pyrimidin je izomerický se dvěma formami diazinu. Jsou to pyrazin (atomy dusíku na 1 a 4 pozici) a pyridazin (atomy dusíku na 1 a 2 pozici).
Deriváty pyrimidinu jsou tři nukleové báze, které se nacházející v nukleotidech nukleových kyselin. Jsou to cytosin (C), thymin (T) a uracil (U). Jsou to životně důležité látky, které se nalézají ve všech živých organismech a jsou nositeli jejich dědičných vlastností.

## Vzorec pyrimidinu

Různé typy vzorců pyrimidinu

## Deriváty pyrimidinu
| Vzorec    | Jméno                | C2 | C4   | C5   | C6    |
| --------- | -------------------- | -- | ---- | ---- | ----- |
| C4H5N3O   | cytosin              | =O | –NH2 | –H   | –H    |
| C4H4N2O2  | uracil               | =O | =O   | –H   | –H    |
| C4H3FN2O2 | fluorouracil         | =O | =O   | –F   | –H    |
| C5H6N2O2  | thymin               | =O | =O   | –CH3 | –H    |
| C4H4N2O3  | kyselina barbiturová | =O | =O   | –H   | =O    |
| C5H4N2O4  | kyselina orotová     | =O | =O   | –H   | -COOH |

## Nukleové báze
Nejdůležitějšími deriváty pyrimidinu jsou nukleové báze – cytosin, uracil, thymin. Dalšími nukleovými bázemi jsou deriváty odvozené z purinu – adenin, guanin.

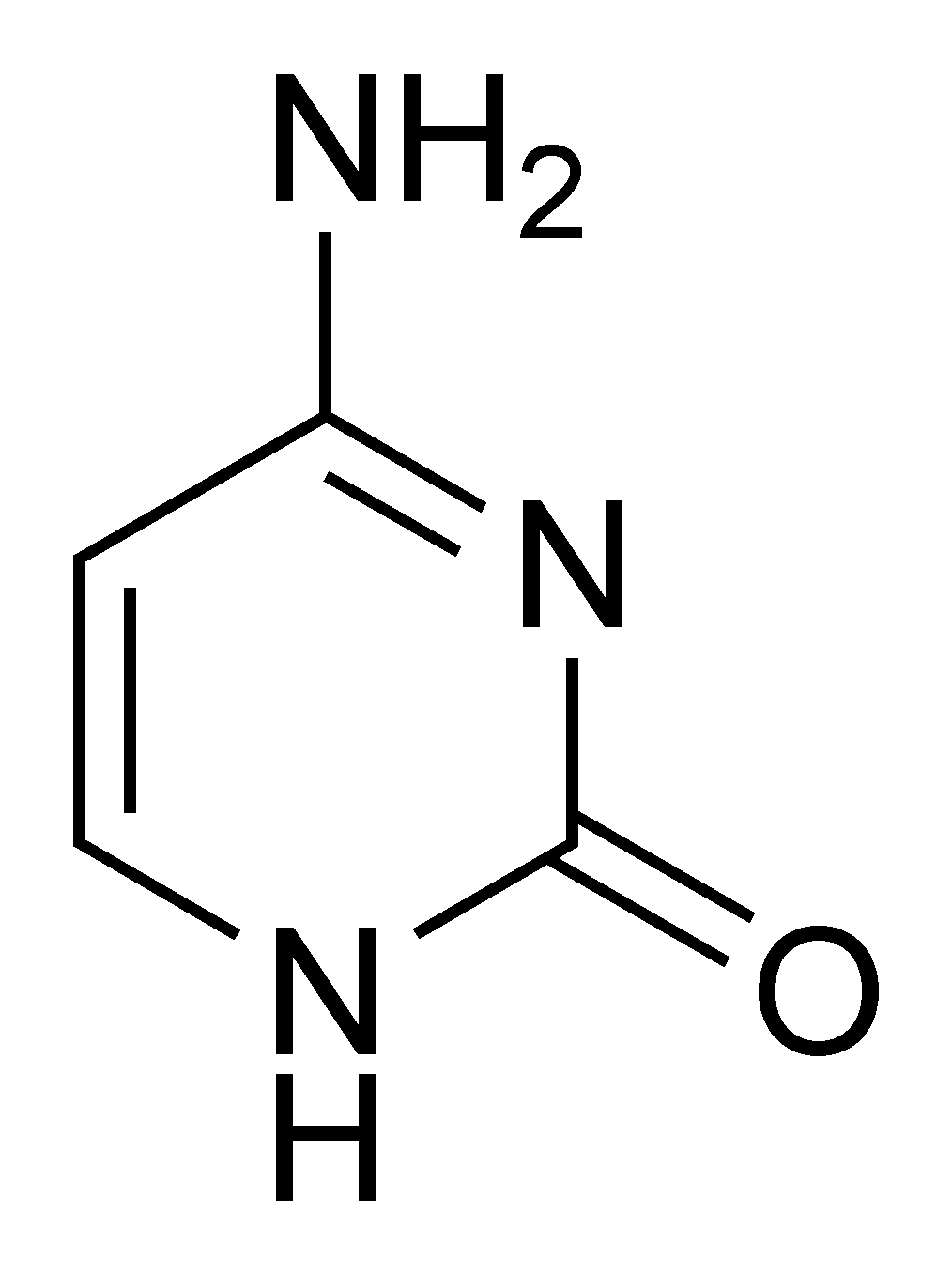
Cytosin (C)
Thymin (T)
Uracil (U)

Nukleové báze odvozené z pyrimidinu a purinu se v nukleových kyselinách obvykle vážou na ribózu (ribonukleová kyselina RNA) nebo na deoxyribózu (deoxyribonukleová kyselina DNA):
- v RNA se vyskytují čtyři báze: adenin (A), guanin (G), cytosin (C) a uracil (U)
- v DNA se vyskytují čtyři báze: adenin (A), guanin (G), cytosin (C) a thymin (T)

V nukleových kyselinách vytvářejí nukleové báze doplňkové dvojice (komplementární páry), v nichž se vždy jedna purinová a jedna pyrimidinová báze vzájemně vážou vodíkovými vazbami. Guanin se váže s cytosinem a adenin s thyminem nebo s uracilem. Tyto vazby tvoří kód k zápisu genetické informace v živých organismech. Komplementární párování pak umožňuje tuto informaci realizovat při procesech replikace, transkripce a translace.

## Chemické vlastnosti
Chemické vlastnosti pyrimidinu se v mnohém shodují s pyridinem a benzenem. Jeho aromatický charakter způsobuje, že se snadno zúčastňuje elektrofilních a nukleofilních aromatických substitucí. Tedy reakcí, kdy elektrofil nebo nukleofil nahrazuje jinou skupinu navázanou na aromatické jádro. S narůstajícím počtem atomů dusíku v cyklu klesá energie π elektronů a elektrofilní aromatická substituce se stává mnohem obtížnější, zatímco nukleofilní aromatická substituce se stává snadnější.